# Mediafilm
Mediafilm est une agence de presse cinématographique québécoise, avec son siège social à Montréal. Elle est reconnue pour son système de notation des films.

## Historique
Elle est créée en 1955 par l’abbé Robert-Claude Bérubé en tant qu'organisme de notation de films pour l'Église catholique, sous la responsabilité du Centre catholique national du cinéma, de la radio et de la télévision, afin de « faire l'éducation du public sur les problématiques morales et spirituelles engendrées par l’arrivée de ces médias »,.
En 1966, elle est renommée Office des communications sociales. L'organisation devient par la suite l'agence de presse laïque Mediafilm. Depuis 2006, c'est Martin Bilodeau qui est rédacteur en chef.

## Système de notation
Créée en 1968 par Robert-Claude Bérubé, l'échelle d’appréciation artistique classe les films et les téléfilms selon 7 cotes qui sont ensuite reproduites dans des télé-horaires, en plus d'être diffusés dans des médias écrits et des sites Internet du Québec.
Le système de notation des films est le suivant :
1. Chef-d’œuvre
2. Remarquable
3. Très bon
4. Bon
5. Moyen
6. Pauvre
7. Minable